# Rotující nebe
Rotující nebe (2011) je debutové album české zpěvačky Olgy Lounové. Obsahuje celkem dvanáct skladeb a dvě bonusové. Celková délka dosahuje 50:21. Křest CD proběhl 14. června 2011 v pražském divadle Broadway.

## Seznam skladeb
Album obsahuje tyto skladby:
1. „Osoba blízká“
2. „Gynekolog amatér“
3. „Zaklínadlo“
4. „K výškám“
5. „Padám“
6. „Niť beznaděje“
7. „Žijem“
8. „Volám tě“
9. „Láska v housce“
10. „Inovace“
11. „Šunt“
12. „Rotující nebe“

Bonusy:
1. „Get out“
2. „Láska v housce“ (úprava Janem Žampou)